# Možnar
Možnar je artilerijsko orožje na polnjenje od spredaj, ki je predhodnik sodobnega minometa. Izpopolnil ga je slovenski matematik in topniški častnik Jurij Vega.
Možnar je bil krajša in širša različica havbice, ki pa je imel tečaje na podnožju, medtem ko jih ima havbica v ravnovesni točki.
Z iznajdbo minometa so možnarji postali pretežki in premalo okretni, zato so jih prenehali uporabljati.